# Iglesia de San Javier de Nasca
La iglesia de San Javier de Nasca es un templo religioso construido por la Compañía de Jesús en el siglo XVIII. La iglesia se encuentra en el pueblo San Javier, ubicado en el distrito El Ingenio, provincia de Nasca, departamento de Ica; Perú.  Está a escasos kilómetros de la pampa de Nasca, reconocida internacionalmente por las líneas de Nasca y la ciudad oculta de Cahuachi. La misma se encuentra abandonada y su estructura ha sufrido daños severos.

## Historia
La iglesia fue inaugurada el 25 de diciembre de 1746 habiendo sido construida por los misioneros de la Compañía de Jesús quienes habían arribado a Perú en 1568. El fundo en el que se encuentra el templo fue donado a los jesuitas por Francisco Cabezas; en ese entonces se llamaba Hacienda de Nasca San Antonio de Buena Vista. A partir de la donación pasó a llamarse Hacienda San Javier y la iglesia tomó su nombre. 
Los jesuitas construyeron numerosos templos en Perú; en el Distrito del Ingenio existen dos que se encuentran muy próximos: la iglesia de San Javier y la Iglesia de San José de Nasca.  Ambos templos están  distantes apenas cuatro kilómetros uno del otro. Las dos iglesias responden a un mismo estilo arquitectónico y en su ornamentación se aprecia una marcada influencia de los artesanos de los pueblos originarios. Al respecto Vargas Ugarte señala como posible que ambos templos fueran diseñados por el mismo arquitecto, de quien no se conoce el nombre. Esto, si bien es posible, no se halla documentado.  

El día 25 de diciembre se estrenó esta capilla habiéndose puesto la primera piedra fundamental el día 6 de febrero del año pasado, de 745, y la construyó el padre Jacinto Alcivar, administrador actual de la hacienda, siendo provincial el padre fray de Larretha y rector del Colegio Máximo de San Pablo, el p. Juan de Lagos Barrera y el procurador de dicho colegio el P. Miguel de Garrido.
Inscripción en el óleo del acta de fundación, propiedad de la familia De la Borda Elías.

## Descripción arquitectónica

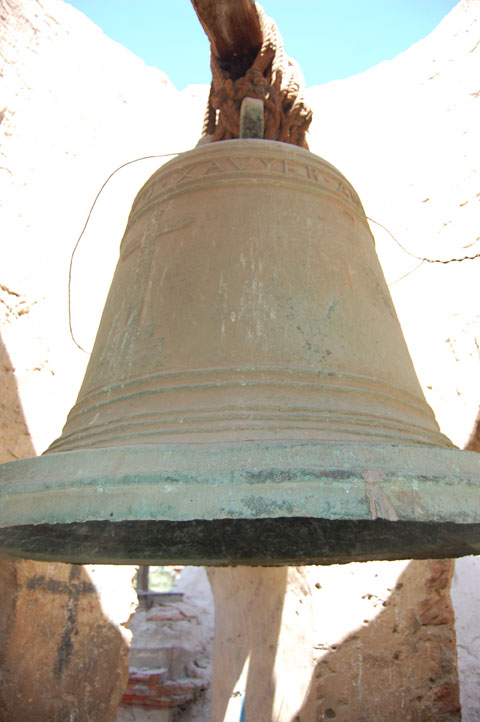
Campana de bronce del, Iglesia de San Javier, Nasca, Perú.

San Javier es una capilla rural cuya expresión forma está expresada en la corriente dieciochesca del barroco peruano en un claro ejemplo de complementación cultural nativa e hispana. El frontis, orientado hacia el este, tiene dos torres; en una de ellas se encuentra el campanario con su respectiva campana en bronce que data de 1746. Ambas torres son de sección hexagonal. La portada en arco de medio punto está flanqueada por dos pares de columnas. En el frente se observa una hornacina aconchada y encima un medallón con el escudo de la compañía de Jesús. En los capiteles de las columnas del frente hay mascarones de facciones redondeadas, afronasqueñas, con actitud hostil. 

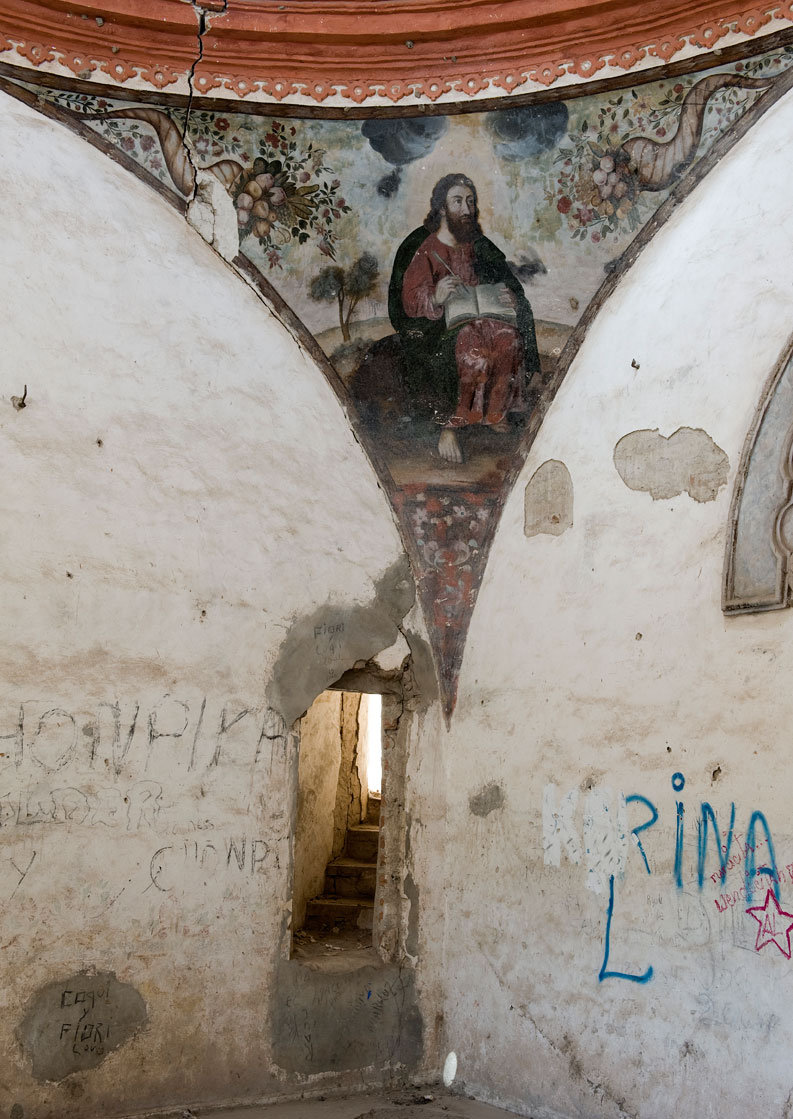
Imagen de uno de los evangelistas en la iglesia de San Javier, Nasca, Perú.

El edificio es de construcción sólida con muros gruesos y bóveda en ladrillo. La nave, de más de treinta metros de longitud, es el recinto de mayor amplitud y tiene tres sectores: el vestíbulo de ingreso bajo el coro, la zona de reunión y el presbiterio. En el sector del  presbiterio el retablo, tallado en madera, ha desaparecido luego de ser destruido por un terremoto; sus piezas fueron retiradas y no hay vestigios de las mismas. 
Bajo el presbiterio se halla la cripta a la cual se ingresa por una gradería dando lugar a un espacio abovedado en cuyas paredes se encuentran los nichos. A su vez el presbiterio es flanqueado por dos recintos que conformaban la sacristía y el almacén. La primera de ellas está flanqueada por una cúpula en la cual aún se distinguen las pinturas de los cuatro evangelistas. 
Al costado de la iglesia se encuentra la casa principal de la hacienda. A pesar de que ambos edificios no fueron construidos simultáneamente conforman una unidad dado que la fachada de la casa con su corredor buscó integrarlos en un frente continuo. 

### Análisis ornamental de la iglesia
Más allá de la estructura del edificio hay una densa trama ornamental que reviste el frontis y realza el espacio anterior con una gama de motivos decorativos. Algunos de los motivos son propios de regiones lejanas donde actuaron los jesuitas en particular de la India. En el frontis de la iglesia hay 25 mascarones de guerreros afronasqueños lo que expresa el marcado sincretismo de la ornamentación de la iglesia.

### Daños estructurales y estado actual
La capilla se encuentra abandonada y en un avanzado estado de deterioro tras haber sido afectada por múltiples sismos entre los cuales se cuentan los de 1756, 1786, 1949 y 1942. Fue con este último terremoto, de gran magnitud, que se desplomó parte de la bóveda. Pese a ello el templo sigue destacándose por las líneas de su arquitectura. En forma reiterada se ha intentado incluirla en algún programa de preservación para evitar su desaparición. Según la investigación de Michel Piaget Mazzetti y Jaime Lecca Roe "estos bienes son de valor histórico y artístico y las haciendas se encuentran en paulatino estado de deterioro que es urgente detener" 
Los daños y fallas que presenta el edificio son de magnitud y no se deben exclusivamente a defectos de orden constructivo sino a la excesiva solidez parcial de la estructura. Las rajaduras más graves se encuentran en la bóveda y los testeros del coro y del presbiterio pudiendo acarrear la destrucción del edificio en el mediano plazo. En general las averías fueron producto de los sismos pero también del abandono paulatino del templo y a la falta de mantenimiento. Según 
En 2010 la iglesia de San Javier y de San José, ambas pertenecientes al ingenio fueron incorporadas a la lista de monumentos valiosos que están en riesgo en todo el planeta, producida por la Fundación Mundial de Monumentos (WMF). Esta lista bianual busca llamar la atención internacional sobre  aquel patrimonio cultural que está en peligro debido a las fuerzas de la naturaleza y al impacto de cambios sociales, políticos y económicos. 

Las Iglesias jesuitas de San José y San Javier tienen necesidad de  planes integrales de conservación, gestión y visita para asegurar su supervivencia para futuras generaciones.
Informe World Monument Fund,  año 2010. Portal institucional WMF.

## Tumba del corsario Hipólito Bouchard

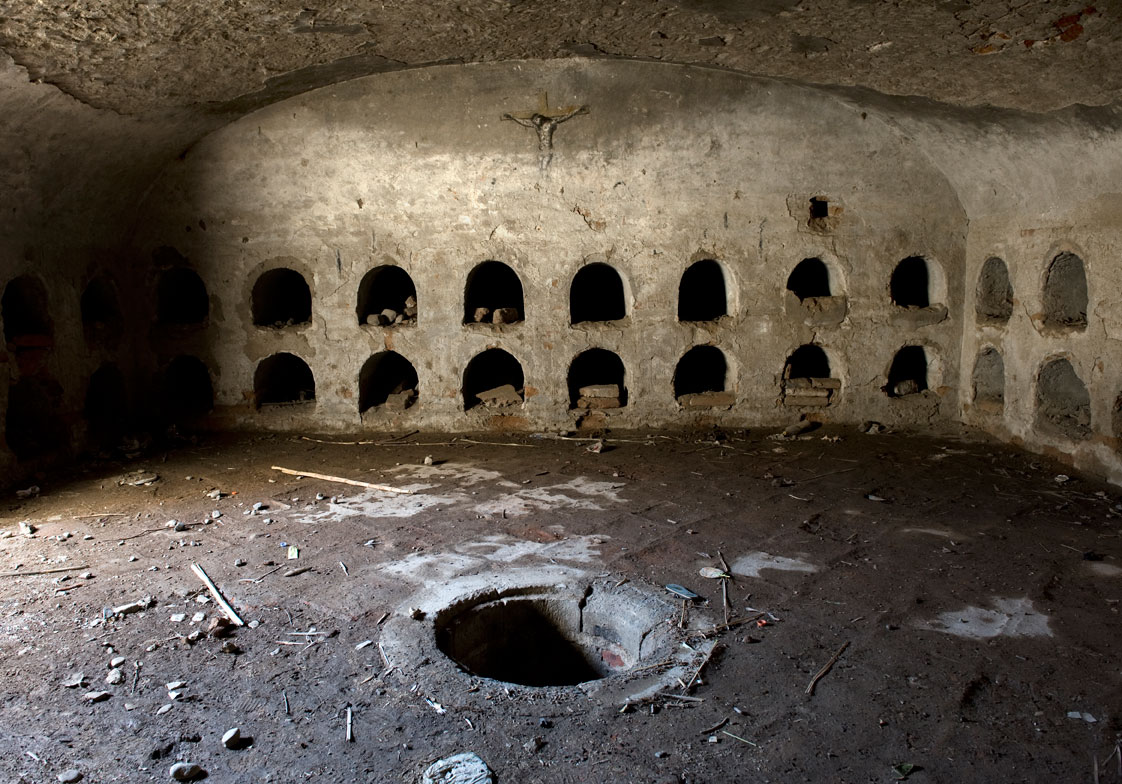
Cripta de la iglesia de San Javier, Nasca, Perú

En la cripta de la iglesia, situada debajo del altar fue enterrado el corsario franco argentino Hipólito Bouchard. La cripta tiene 52 tumbas y hacia el siglo XVIII estas eran los sepulcros destinados a las personalidades locales. La cripta es abovedada con un crematorio en el centro y una ventana hacia el exterior que la ventila e ilumina.
Años después que los jesuitas fueran expulsados de América el estado peruano concedió el ingenio al corsario franco argentino Hipólito Bouchard. El marino participó en el desembarco en Paracas de la expedición libertadora al  Perú al mando de San Martín y tuvo una destacada actuación en la gesta independentista sirviendo a las órdenes del  almirante británico Martin Guisse quien había combatido en Trafalgar y fue comandante y fundador de la Marina del Perú. Cuando los días de guerra terminaron el corsario ofreció su último barco, la  goleta Fermina,  al estado peruano y solicitó que le sea concedida la propiedad de las haciendas de San Javier y San José de Nasca. En 1829 el corsario dejó atrás al mar y marchó al desierto para hacerse cargo de la hacienda. En 1837 Bouchard falleció en una riña con sus trabajadores y fue enterrado en la cripta de San Javier siendo exhumado por una comisión de homenaje peruana argentina en 1962 y trasladado a Argentina al panteón de los héroes navales en el cementerio de la Chacarita. A la muerte de Bouchard las haciendas pasaron a poder del estado peruano.

(…) di sepultura con cruz alta en la bóveda de San Francisco Xavier al cuerpo difunto de Bouchard
Padre Isidro Pacheco, cura interino de la iglesia San Francisco Javier, 1837.